# Луїза Невельсон
Луї́за Не́вельсон  (при народженні: Лія Ісааківна Берлявська; англ. Louise Berliawsky Nevelson; нар. 23 вересня 1899 — пом. 17 квітня 1988) — американська скульпторка, художниця та граверка українського походження. Бабуся художниці Нейт Невельсон.

## Життєпис
Лія Ісааківна Берлявська народилася 23 вересня 1899 року у Переяславі Переяславського повіту Полтавської губернії Російської імперії (тепер — Бориспільський район Київської області України) у родині Міни та Ісаака Берлявських. Батько був лісоторговцем. 
У 6 років переїхала до США (1902 року батько поїхав до Штатів, а 1905 перевіз туди сім'ю). Родина Берлявських оселилась у місті Рокленд штату Мен.
У 1918 році — закінчила середню школу і почала працювати стенографісткою в юридичній конторі, де познайомилася з Бернардом Невельсоном, співвласником судноплавної компанії Nevelson Brothers Company. Бернард познайомив її зі своїм братом Чарльзом. У 1920 році Лія і Чарльз одружилися — у них було єврейське весілля в готелі Copley Plaza в Бостоні. 
У 1920 році, разом із чоловіком, переїхала до Нью-Йорка, де почала вивчати живопис і графіку, акторську майстерність, займалася вокалом, поезією, цікавилася філософією.
У 1922 році народила сина Мирона (пізніше названого Майком), який згодом став скульптором. 
Із 1928 по 1930 рік навчалася у Лізі студентів-художників Нью-Йорка. Після навчання їздила до Європи удосконалювати свою майстерність. У 1932 році кілька місяців жила у Франції та Італії.
У 1941 році — розлучилася із Чарльзом.
У 1950 та 1951 році відвідала Мексику та Ґватемалу. 
Почесний доктор Оксфордського (1966), Колумбійського (1977) і Бостонського (1978) університетів. 
У 1979 році обрана членкинею Американської академії мистецтв і наук та Американської академії мистецтв і літератури.
Кавалер Ордена Почесного легіону. 
Померла 17 квітня 1988 року у Нью-Йорку.

## Творчість
Із 1932 по 1933 рік як асистентка мексиканського митця Дієго Рівери працювала над фресками в Нью-Йорку. Захопилася скульптурою, вивчала її у 1934 році у школі Хаїма Гросса. Створювала фігури з каменю, бронзи, теракоти, дерева в стилі кубізму та сюрреалізму. 
Учасниця виставок від початку 1930-х років. Власний творчий стиль сформувала в кінці 1930-х років. Відзначала вплив африканського та північно-індіанського мистецтва. Також цікавилася модерними течіями — дадаїзмом та сюрреалізмом.
У 1941 році провела свою першу персональну виставку в галереї «Нірендорф» у Нью-Йорку.
На початку 1940-х скульптури мисткині експонувалися в престижних галереях Нью-Йорку (роботи з дерева). У 1944 році вперше представила серію дерев'яних абстрактних композицій у техніці асамбляжу. 
Успіху досягла після 1958 року, коли її роботи виставили в Музеї сучасного мистецтва та Музеї американського мистецтва Вітні.
Скульптури мисткині були на виставках Лондона, Парижа, Брюсселя, Стокгольма, Токіо, Турина, Цюриха.
У 1969 році Прінстонський університет доручив їй створити свою першу скульптуру на відкритому повітрі.
Із кінця 1960-х років працювала у галузі монументальної скульптури для інтер'єрів та вулиць, використовувала алюміній, сталь і прозорі матеріали — скло, оргскло, плексиглас. 
Серед найвідоміших робіт: композиція зі сталі — «Присутність ночі IV», подарована мисткинею місту Нью-Йорк у 1972 році, та настінна скульптура «Небесний вихор — Нью-Йорк» 1978 року.
Окремі твори зберігаються в нью-йоркських музеях (Музей сучасного мистецтва, Музей американського мистецтва Вітні, Музей Соломона Ґуґґенгайма, Бруклінський музей), вашингтонських (Національна галерея мистецтва, Смітсонівський музей американського мистецтва, Музей Гіршгорна), в Музеї мистецтв Фарнсворт (Рокленд), Музеї Ізраїлю (Єрусалим).

## Вшанування пам'яті
- Стала першою зі скульпторів, на чию честь у Нью-Йорку назвали площу[en] — у 1979 році її ім'ям назвали площу в Нижньому Мангеттені, де встановлено 7 скульптур мисткині.
- Вшанована на Поверсі спадщини Джуді Чикаго.